# Sot de Ferrer
Sot de Ferrer es un municipio y localidad española de la provincia de Castellón, en la Comunidad Valenciana. Perteneciente a la comarca del Alto Palancia, cuenta con una población de  498 habitantes (INE 2024). Tiene una extensión de 8,60 km². Se trata de un municipio hispanófono, en el que el español cuenta con el predominio lingüístico reconocido legalmente.

## Geografía

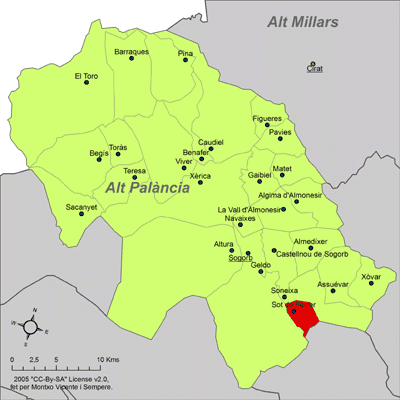
Localización en la comarca del Alto Palancia

Integrado en la comarca de Alto Palancia, se sitúa a 49 kilómetros de la capital provincial. El término municipal está atravesado por la autovía Mudéjar (A-23), entre los pK 21 y 24, y por la antigua carretera N-234. El término se encuentra en el valle del río Palancia, que aquí empieza su curso bajo, antes del embalse de Algar. El casco urbano se encuentra muy cercano al curso fluvial, a una altitud de 263 m sobre el nivel del mar. La altitud oscila entre los 398 m al este (Picacho de Serbogar) y los 210 m a orillas del río Palancia.

### Localidades limítrofes
Limita al norte con Soneja, al este con Algar de Palancia (Valencia), y al sur y al oeste con Segorbe.

## Historia
Si bien durante el periodo musulmán existe documentación de al menos tres poblados en el término de la localidad, el origen de ésta se debe a la reconquista por parte de Jaime I de Aragón en 1245 que la cede a don Hurtado de Lihori, familiar de los duques de Liria, en pago a sus buenos servicios durante la campaña, y este les da el nombre de Soto. Unos años más tarde, don Hurtado edifica allí, en una superficie de 1300 m cuadrados y como lugar de recreo para habitar con sus familiares, un magnífico palacio de estilo gótico primitivo con alardes ojivales en los ventanales de su fachada. Posteriormente, alrededor de ese núcleo y debido a su cercanía con el Camino Real a Aragón, fue surgiendo el actual pueblo.
Dícese por tradición que bajaron algunos de los habitantes en el Camino Real, tanto moros como cristianos (que serían muy pocos), a fundar el lugar invitados por el dueño del palacio, que sería el primer señor y poblador.
En la Capilla de Santa Lucía se ven las imágenes de San Jaime y las barras de Aragón que, junto con el estilo gótico, dan lugar a inferir que el rey Jaime I haría fundar aquella iglesia para los cristianos que entre aquellas gentes debía de haber.

## Demografía
Sot de Ferrer cuenta con una población de 498 habitantes (INE 2024).
| Gráfica de evolución demográfica de Sot de Ferrer entre 1842 y 2021                                                                                                |
| |
| Población de derecho según los censos de población del INE Población de hecho según los censos de población del INEEn este censo se denominaba Sos de Ferrer: 1842 |

## Economía
Basada tradicionalmente en la agricultura de regadío (cerezos, nísperos, kakis y naranjos y albaricoques) y de secano (almendros, olivos) y algarrobos.

## Administración y política
| Periodo   | Nombre                       | Partido   |
| --------- | ---------------------------- | --------- |
| 1979-1983 | Eduardo Romero Ribelles      | PSPV-PSOE |
| 1983-1987 | Eduardo Romero Ribelles      | PSPV-PSOE |
| 1987-1991 | Francisco Bada Bover         | PP        |
| 1991-1995 | Ramón Bover Rodríguez        | PSPV-PSOE |
| 1995-1999 | Ramón Bover Rodríguez        | PSPV-PSOE |
| 1999-2003 | Ramón Bover Rodríguez        | PSPV-PSOE |
| 2003-2007 | Antonio Bada Bover           | PP        |
| 2007-2011 | Josep Antoni Estellés Gracía | PSPV-PSOE |
| 2011-2015 | Vicente Jaime Juste García   | PP        |
| 2015-2019 | Ramón Martínez Peiro         | PSPV-PSOE |
| 2019-2023 | Ramón Martínez Peiro         | PSPV-PSOE |
| 2023-act. | Ramón Martínez Peiro         | PSPV-PSOE |

## Patrimonio

### Religioso

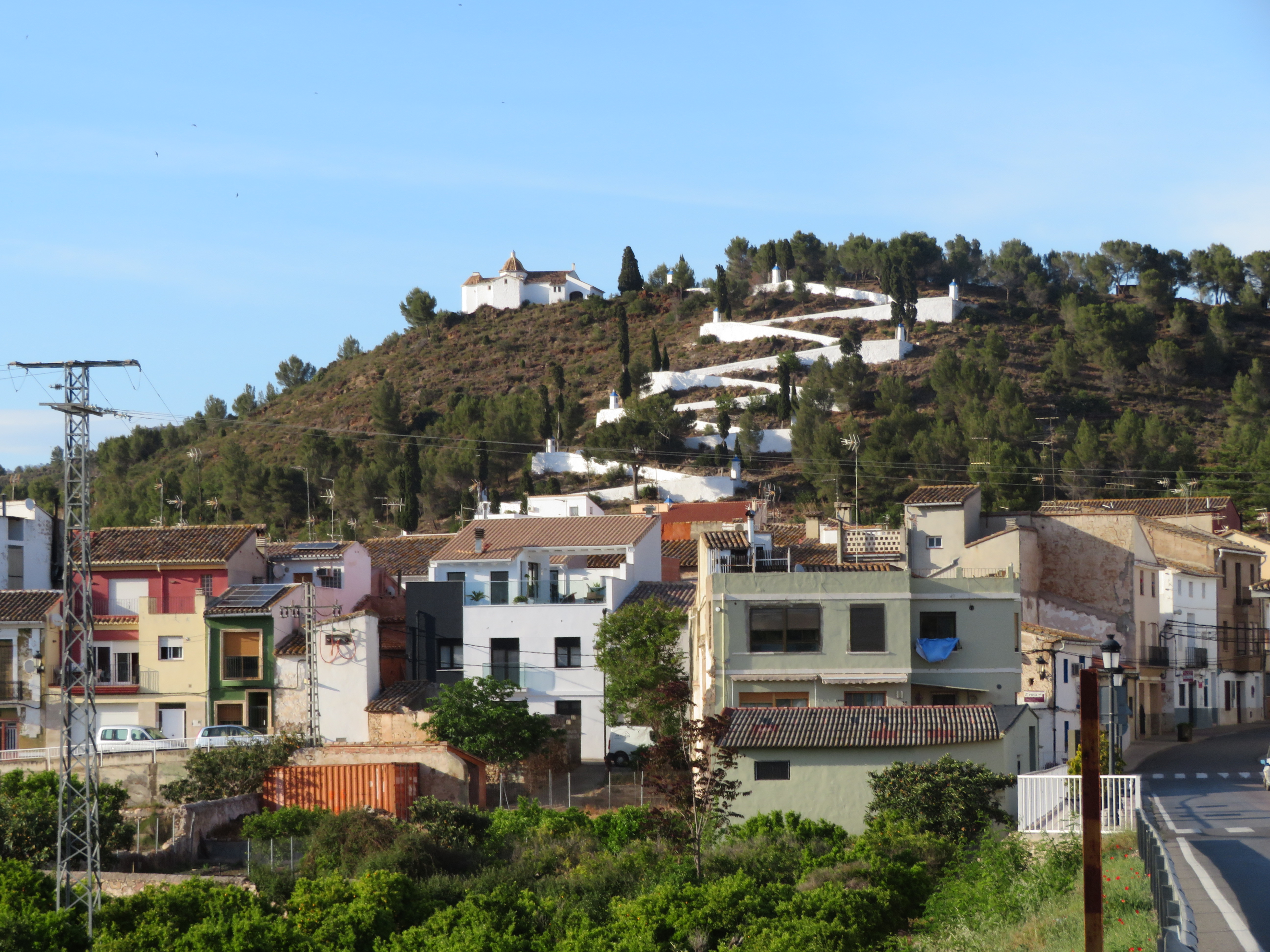
Panorámica de Sot de Ferrer, de la ermita de San Antonio y del Monte-Calvario

- Monte del Calvario de Sot de FerrerPanorámica de Sot de Ferrer, de la ermita de San Antonio y del Monte-CalvarioErmita de San Antonio. Construida en una colina sobre el pueblo, su existencia ya consta en el año 1681. Es un edificio de planta en cruz latina y en su clave ostenta una elegante y proporcionada cúpula, con talla de estilo churrigueresco bien acusado, así como en su presbiterio y crucero.

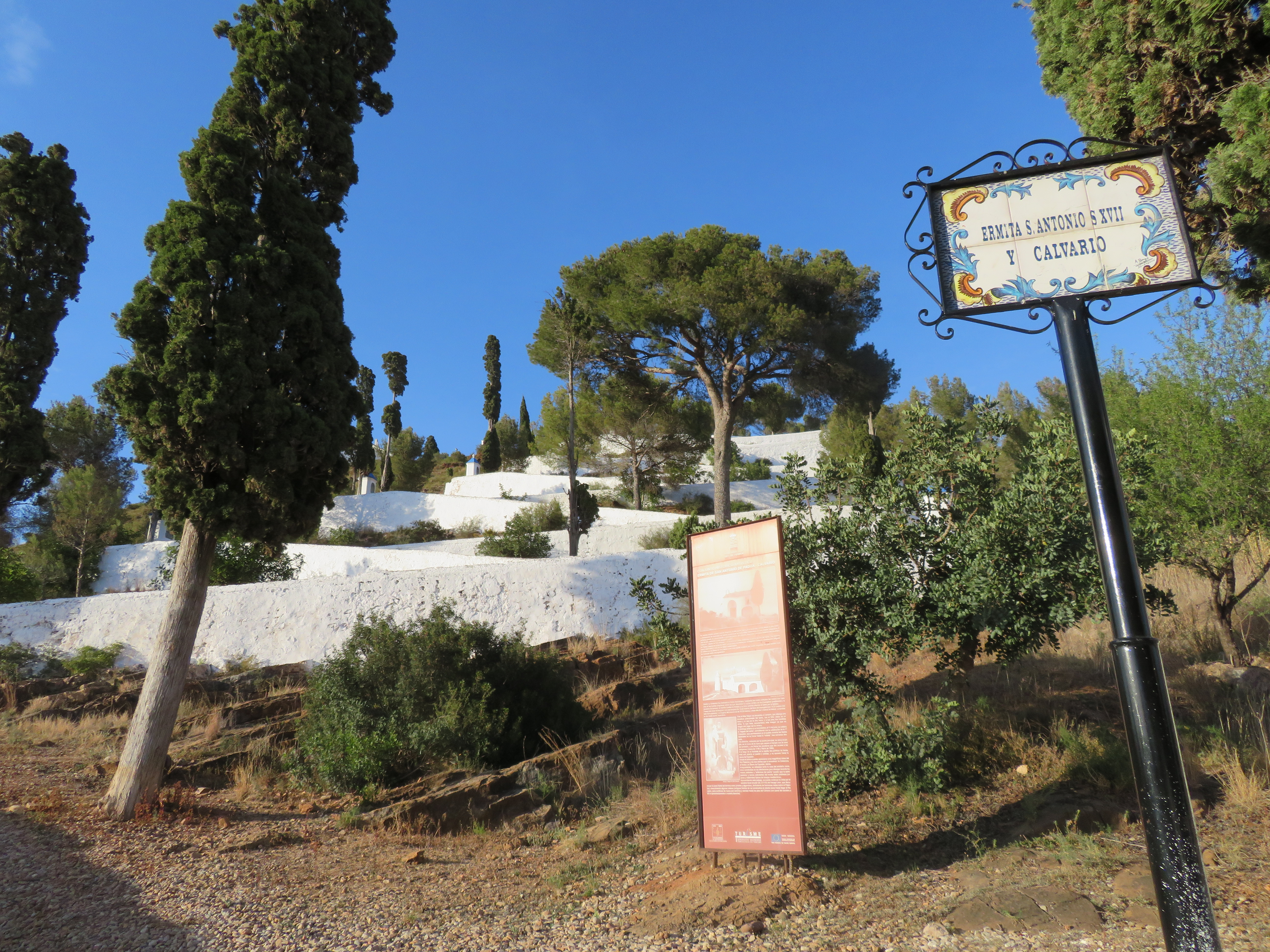
Monte del Calvario de Sot de Ferrer

- Calvario. Por su buen estado de conservación y lo espectacular de su camino encalado, es una de las imágenes típicas de la comarca del alto Palancia. Su recorrido va desde el núcleo urbano hasta la ermita de San Antonio. Iglesia Parroquial

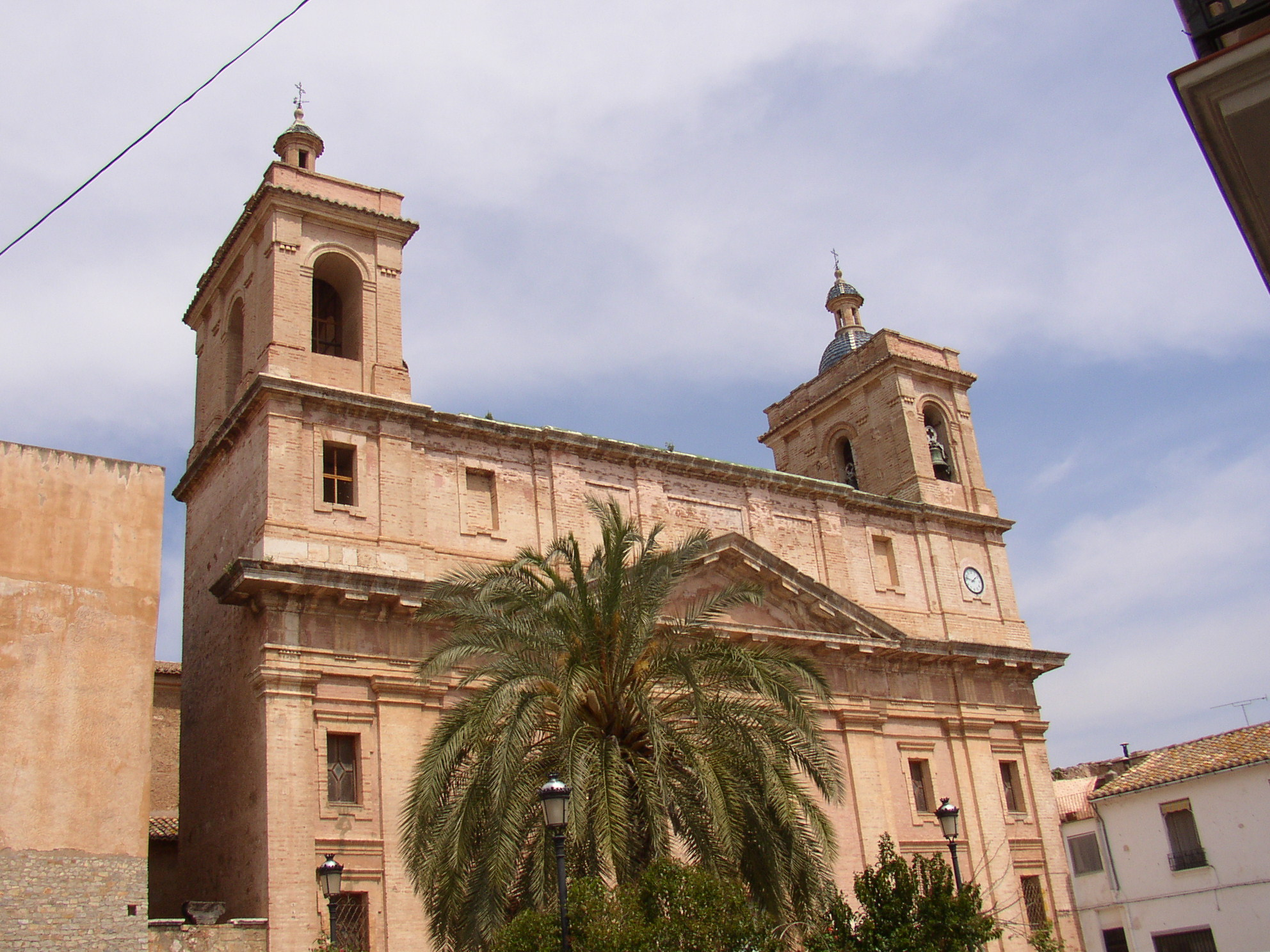
Iglesia Parroquial

- Iglesia de la Concepción. Destaca sobre todo por el altar mayor, obra de Juan de Juanes, considerada como una de las obras más importantes de la pintura renacentista valenciana. La pintura es un óleo sobre tabla configurado en dos partes principales: la inferior, en la que aparece la Inmaculada en el centro rodeada por sus padres; y la superior, en la que aparece Dios.

### Civil

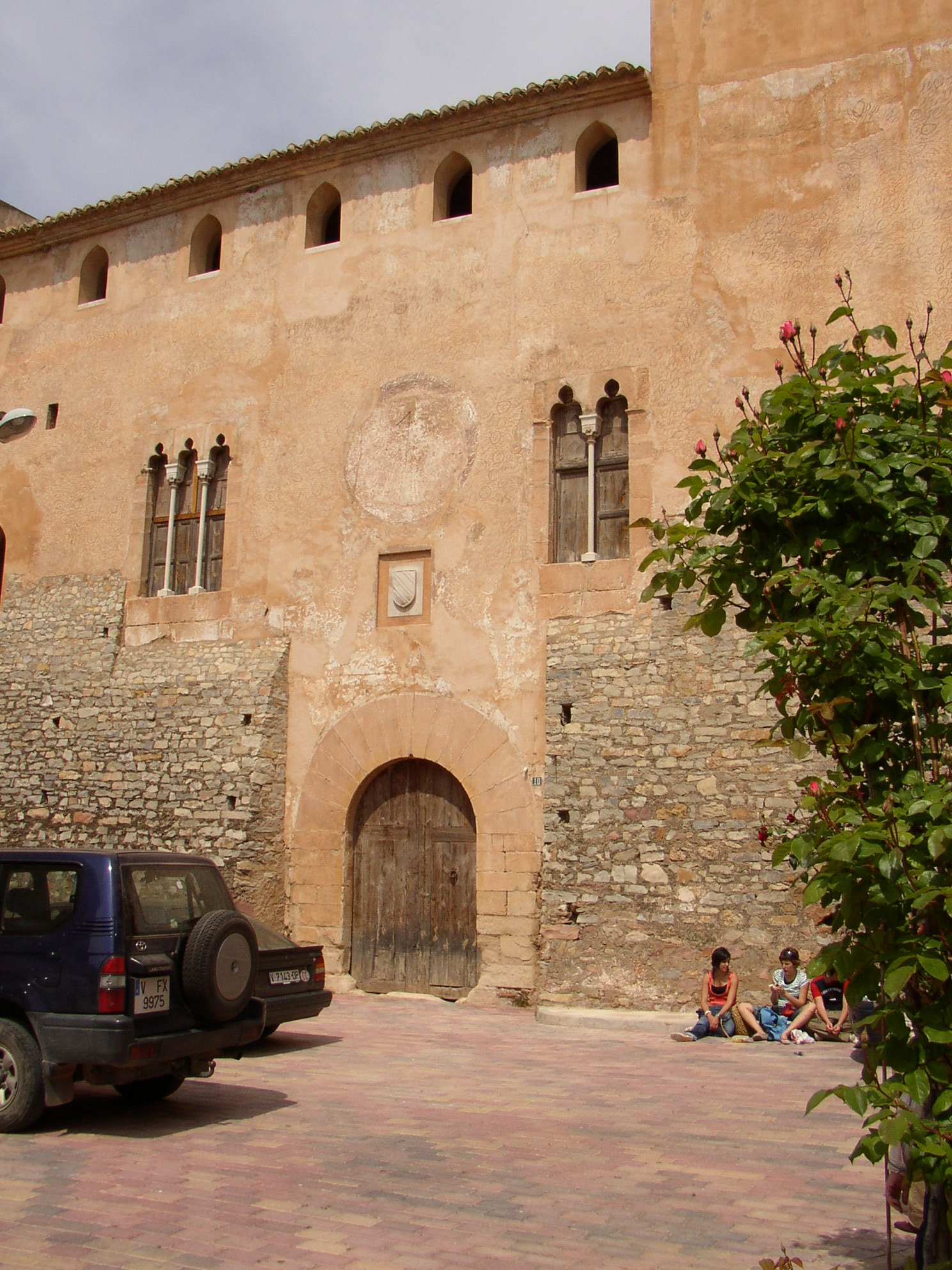
Palacio

- Palacio. El edificio a partir del cual se originó el municipio es de construcción de cal, arena y piedra, de estilo gótico con arquitectura ojival del siglo XIII y detalles del gótico tardío de los siglos XIV y XV. En la fachada presenta tres bíforas (ventanas) de pétreas jambas con ojivas (la de encima de la puerta con tres trevolados y un portaluz, lamentablemente desaparecida), que se levantan sobre sus repisas y por el extremo superior sostenía su propio capitel, y este, los arranques de sus ojivas.
- Molino del Señor. Edificio construido en la misma época que el palacio. Se trata de un molino para la moltura de cereales (sobre todo trigo).

## Fiestas
- Fiestas Patronales. Se celebran en honor de San Antonio de Padua y del Santísimo Cristo de la Piedad.

En agosto coincidiendo con la festividad de la Asunción de la Virgen (15 de agosto) se celebran las fiestas taurinas de una semana de duración.
- Festivales.

Desde 2019 se celebra el festival Zig Zag, que fomenta la diversidad, lo rural, el ritmo, la cultura y la buena música.

## Accesos
La manera más sencilla de llegar es a través de la autopista A-23 de Sagunto a Somport. El pueblo se encuentra a 48 km de Valencia, 55 km de Castellón de la Plana, 21 km de Sagunto, 13.5 km de Segorbe y 97 km de Teruel.